# Landschaftsschutzgebiet Rafflenbeuler Kopf

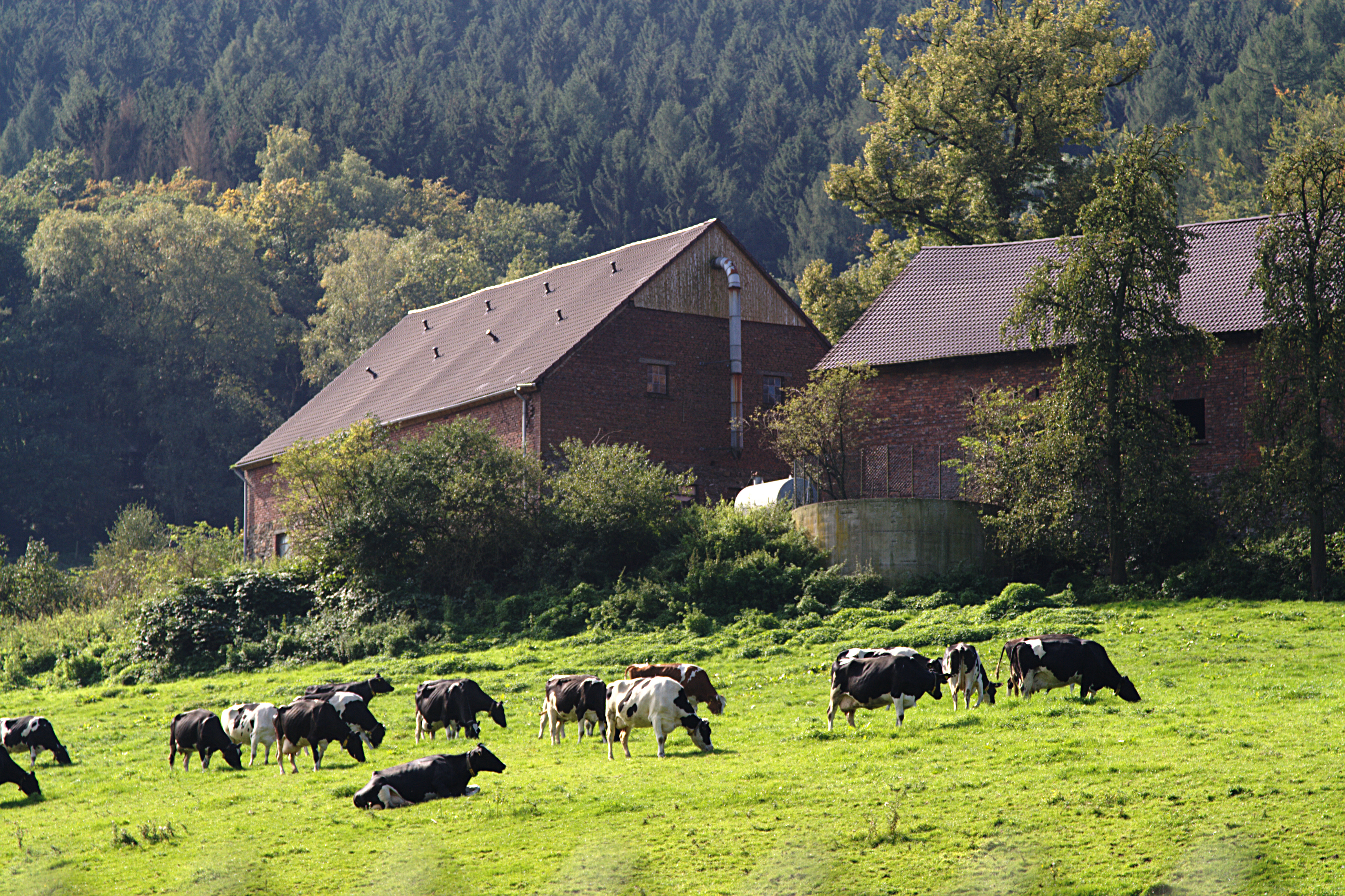
Landschaftsschutzgebiet Rafflenbeuler Kopf

Das Landschaftsschutzgebiet Rafflenbeuler Kopf mit einer Flächengröße von 268,95 ha befindet sich auf dem Gebiet der kreisfreien Stadt Hagen in Nordrhein-Westfalen. Das Landschaftsschutzgebiet (LSG) wurde 1994 mit dem Landschaftsplan der Stadt Hagen vom Stadtrat von Hagen ausgewiesen.

## Beschreibung
Im Westen grenzt das Köttinger Bachtal das LSG vom Landschaftsschutzgebiet Selbecke ab. Im Norden liegt der Ortsteil Selbecke. Im Osten liegt das Mäckinger Bachtal mit dem LWL-Freilichtmuseum Hagen bzw. das Landschaftsschutzgebiet Eilper Berg/Langenberg. Im Süden dann das Landschaftsschutzgebiet Breckerfeld im Stadtgebiet von Breckerfeld.
Im LSG liegen hauptsächlich bewaldete Flächen, die durch Bachtäler mit Quellen und Kleingewässern gegliedert sind. Außerdem der geschützte Landschaftsbestandteil „Alter Postweg“.

## Schutzzweck
Laut Landschaftsplan erfolgte die Ausweisung „zur Erhaltung und Wiederherstellung der Leistungsfähigkeit des Naturhaushaltes, insbesondere durch Sicherung naturnah entwickelter Lebensräume, wegen der Vielfalt, Eigenart und Schönheit des Landschaftsbildes, geprägt durch eine Vielzahl bewaldeter Bachtäler mit Quellen und Kleingewässern und wegen der besonderen Bedeutung des Waldgebietes für die auf Naturerlebnis ausgerichtete Erholungsnutzung“.